# Vespers

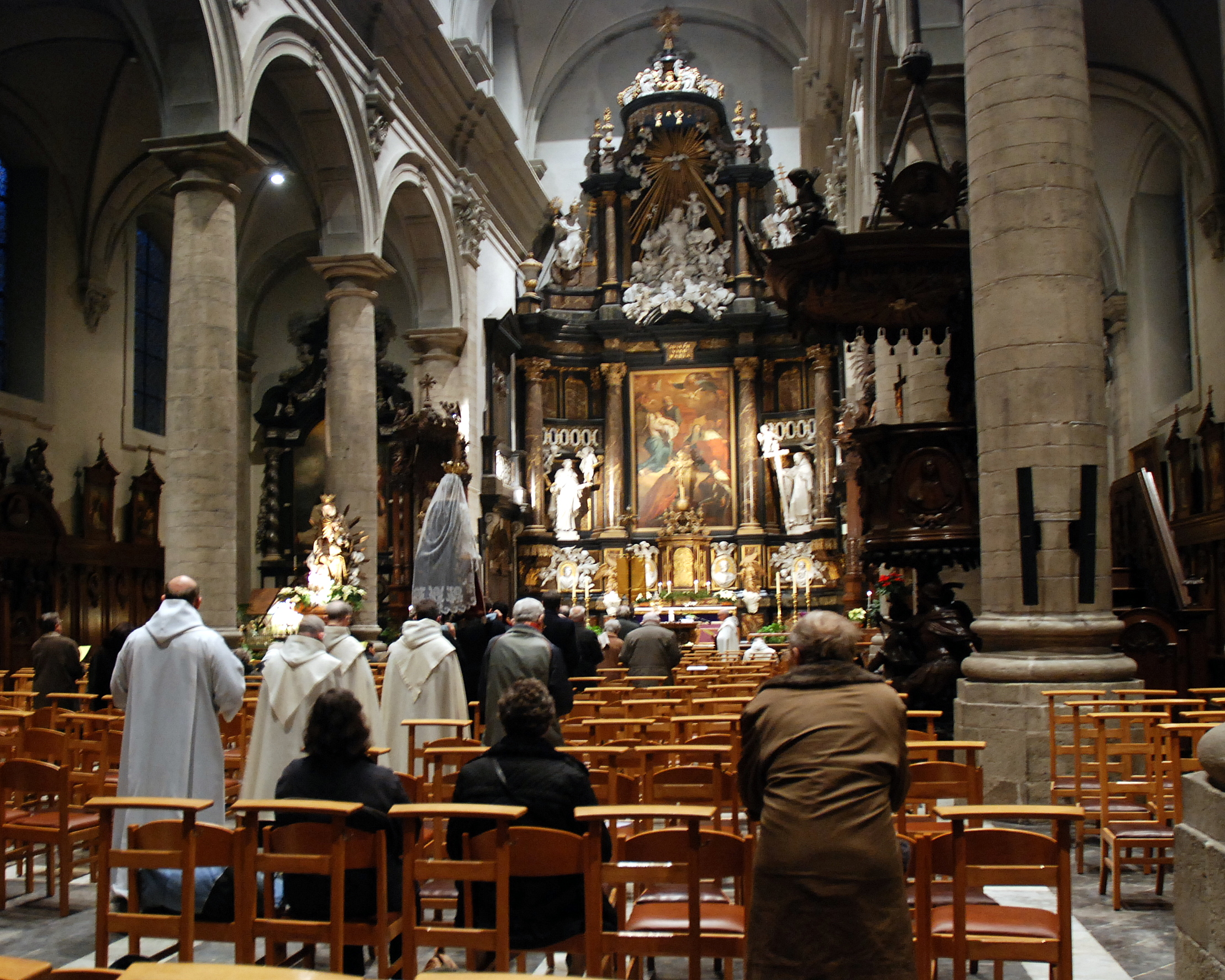
Karmelieten tijdens de vespers in de Kloosterkerk Paters Karmelieten te Gent

De vespers (of het avondgebed) behoren tot de getijden in de rooms-katholieke en oosters-orthodoxe kerk en werden oorspronkelijk gebeden rond 17 uur. Tijdens het Tweede Vaticaans Concilie werd het schema van de getijden herschikt en kwam het tijdstip voor de Vespers aan het begin van de avond te liggen. Het woord komt uit het Latijn, van vespera dat avond betekent. In enkele protestantse kerken wordt de term 'vespers' gebruikt als aanduiding voor een avonddienst. Ook sommige religieuze bijeenkomsten voor contemplatie en meditatie in de avond worden aangeduid met 'vespers'.

## Woord
In het Nederlands wordt het woord vespers in het meervoud gebruikt, evenals in het huidige kerklatijn. Volgens het Liturgisch Woordenboek treffen we in de oudste liturgische bronnen de benamingen vesperum, vespera hora etc. alle in het enkelvoud. In de oudste antiphonaria komt daarnaast 'vesperae' voor. Dit plurale is klaarblijkelijk ontstaan bij de overgang van het bijvoeglijk gebruik: hora vespera = avondgetijde, naar het substantief: vesperae = de vespers'. Mogelijk is de meervoudsvorm vesperae ontstaan naar analogie van metten, lauden, en completen. Deze getijden horen samen met de vespers tot de grote uren (in tegenstelling tot de kleine uren priem, terts, sext en noon) en zijn alle meervoudsvormen.

## Rooms-katholieke vespers
Tot de liturgiehervormingen van de jaren 60 en 70 onderscheidde men in elk geval Romeinse en monastieke vespers. De Romeinse vespers bestonden uit een openingsvers (Deus in adiutorium), vijf psalmen, een kapittel (een korte schriftlezing), een hymne, een vers, een Magnificat met antifoon, gebeden en slotformules (o.a. Benedicamus Domino). Romeinse vespers waren voor wereldheren en seculiere orden voorgeschreven. In monastieke vespers volgens de Regel van Benedictus zijn er vier psalmen, wordt het kapittel gevolgd door een responsorium en wordt na het Magnificat een korte litanie (Kyrie eleison) en een Pater noster (Onze Vader) gezongen.
Sedert de hervormingen van de liturgie in de jaren zestig en zeventig bestaan de rooms-katholieke vespers voor priesters en leken uit een opening, een hymne, twee psalmen met antifonen, een lofzang uit het Nieuwe Testament met antifoon, een korte schriftlezing, beurtzang, de lofzang van Maria, het Magnificat – genomen uit het Evangelie volgens Lucas (1:46-55) – met een antifoon, en slotgebeden (waaronder het Onze Vader).
Voor gewijden (priesters, diakens, etc.) zijn de vespers verplicht; voor leken wordt de vespers aanbevolen en traditionele parochies vieren daarom vespers op zondag en op feestdagen. In de kloosters verloopt het getijde min of meer hetzelfde, alleen ontbreekt meestal de alternatieve lofzang uit het Nieuwe Testament (het Magnificat wordt natuurlijk wel gebeden) terwijl er dan weer meer (meestal drie of vier) psalmen worden gebeden.

## Oosters-orthodoxe vespers
De oosters-orthodoxe vespers bestaan uit (psalmnummering volgens de Septuagint):
- een opening 'Trisagion' en inleidende psalm 103
- een grote litanie
- een aantal psalmen (140, 141, 29 en 116, samen 'kathisma' genoemd) wordt gelezen
- een kleine litanie
- de hymne Oh Vreugedevol Licht
- de 'prokeimenon' (een soort beurtzang) wordt gezongen als voorbereiding op de schriftlezing
- gebeden
- de 'aposticha' (leerverzen met betrekking tot de kerkelijke feestdag) - op zaterdag wordt de wederopstanding bezongen
- de lofzang van Simeon (het Nunc dimittis)
- lofzang op de Drie-eenheid
- het Onze Vader
- Troparia (verzen met betrekking op de volgende dag)
- slotgebeden.

In kloosters wordt de vespers dagelijks gevierd, voor de gehele parochie alleen bij kerkelijke feestdagen.

## Anglicaanse vespers
Met het Daily Evening Prayer in het Book of Common Prayer heeft de Anglicaanse Kerk in de 16e eeuw het traditionele avondgebed heringevoerd. Het is een van de weinige kerken waar het dagelijkse avondgebed voor de gehele parochie in ere wordt gehouden. Sinds 1979 zijn de psalmen in een cyclus van zeven weken geplaatst.

## Lutherse vespers
Luther stond afwijzend tegenover de getijden. De Christusvespers op kerstavond is als enige overgenomen.
In de twintigste eeuw is in enkele evangelisch Lutherse kerken het ochtendgebed Metten, daggebed (Lauden) en vespers heringevoerd. Beurtzang en het Onze Vader vormen het hoofdbestanddeel.

## Doorwerking in de muziek
Omdat de vespers het enige officie waren waarbij vanaf de vroegste tijden meerstemmige zang was toegestaan, zijn ze van groot belang voor de geschiedenis van de geestelijke muziek.
De psalmen en hymnen van de vespers hebben vele componisten geïnspireerd, onder wie bijvoorbeeld Claudio Monteverdi, Marc-Antoine Charpentier, Wolfgang Amadeus Mozart, Anton Bruckner, en Sergei Rachmaninoff.

## De Siciliaanse Vespers van 1282
Op 31 maart 1282 begon een opstand op Sicilië vanwege een incident bij het begin van de vespers in Palermo. De opstand heet daarom de Siciliaanse Vespers.